# Jean-Urbain Guérin
Pour les articles homonymes, voir Guérin.
Jean-Urbain Guérin, né à Strasbourg le 1er avril 1761 et mort à Obernai le 29 octobre 1836, est un dessinateur et peintre de miniature français.

## Biographie

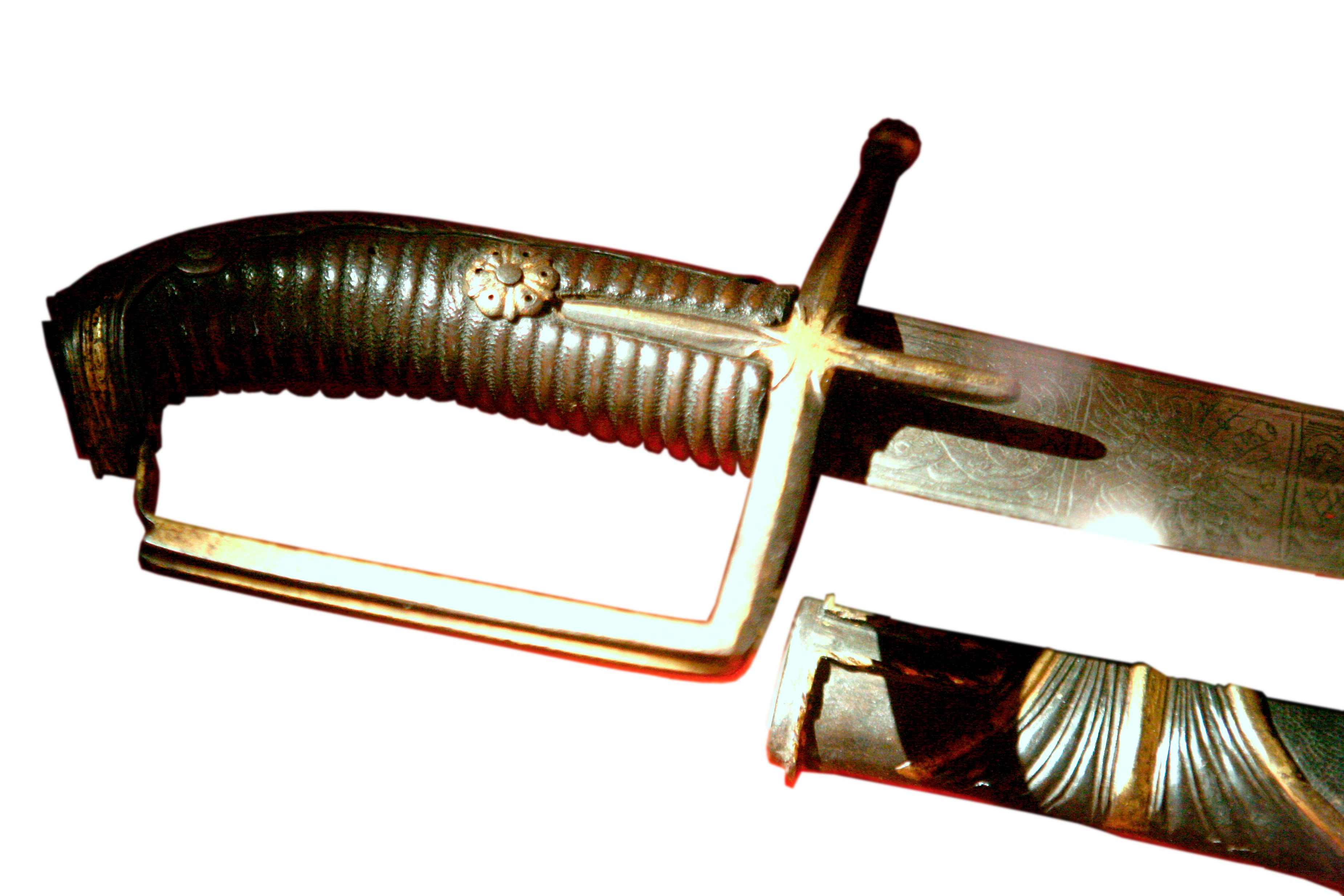
Sabre d'officier de cavalerie légère à monture hongroise, offert à Guérin par le général Kléber, musée historique de Strasbourg.

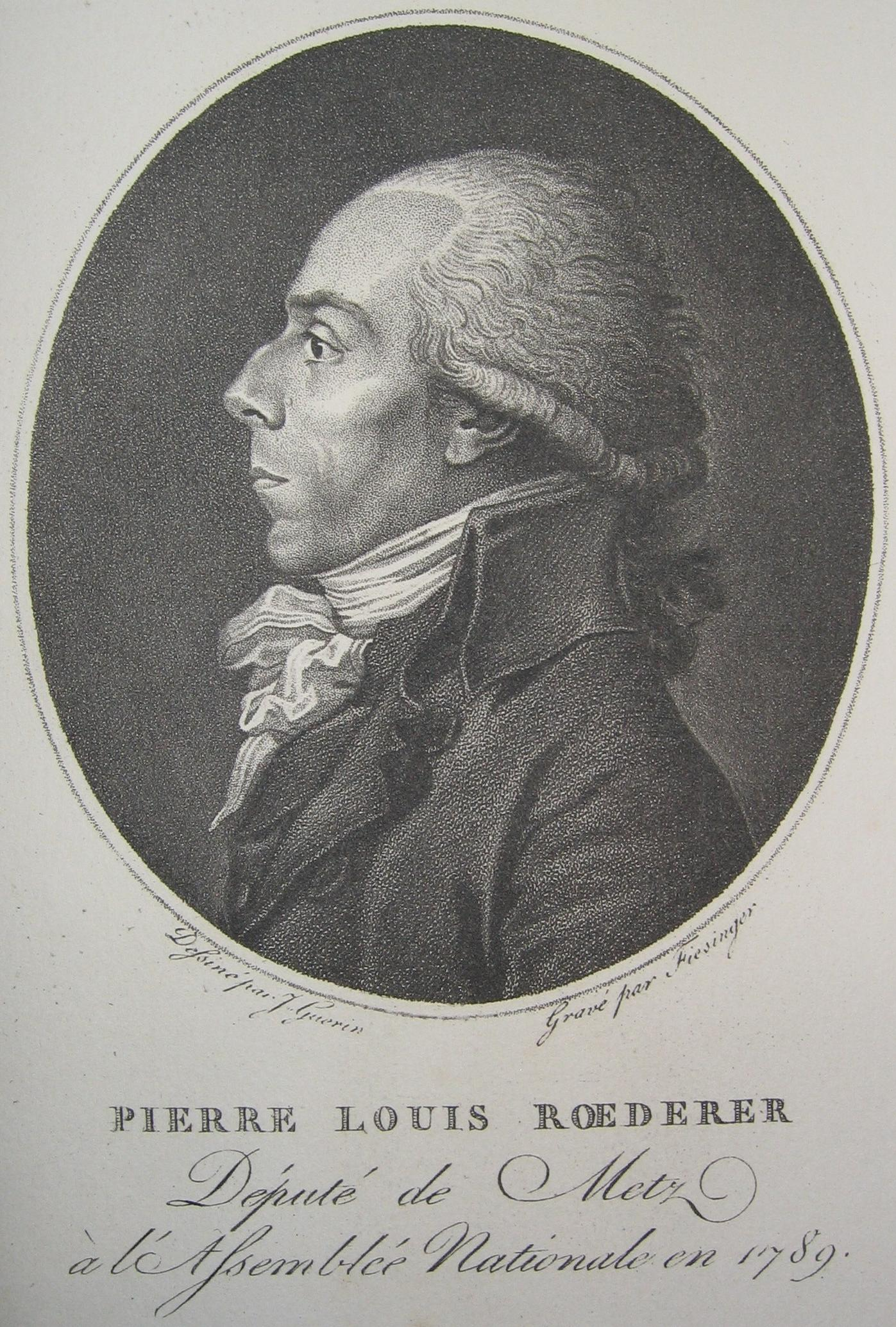
Pierre-Louis Roederer, gravure de Franz Gabriel Fiesinger d'après un dessin de Jean Urbain Guérin.

Fils du graveur Jean Guérin de Strasbourg, Jean-Urbain Guérin reçoit sa première formation de son père, puis de Charles-Alexis Huin. D'après Prévost et d'Amat, Guérin aurait aussi étudié auprès de Jean-Baptiste Regnault. Il est envoyé dans la capitale avec Jean-Baptiste Kléber, son ami d'enfance. Il y fréquente les Alsaciens de Paris, en particulier Jean-Baptiste Weyler, qui lui conseille de faire une carrière dans l'art de la miniature. Il poursuit son apprentissage auprès de David puis travaille avec Jean-Baptiste Isabey, son cadet de 7 ans, qu'il a connu dans l'atelier de David.
Guérin lui-même mentionne dans son livre de raison qu'il a réalisé, en 1791, le portrait de Georgiana, duchesse du Devonshire, amie de la reine Marie-Antoinette. Cette dernière, dont il fait également le portrait, protègera toujours le jeune artiste. Il peint encore Louis XVI et dessine le portrait de plusieurs députés du tiers-état (1785). Ceux-ci sont gravés quelque temps plus tard par Franz Gabriel Fiesinger.
On retrouve Jean-Urbain Guérin, alors membre de la section des Filles Saint-Thomas de la Garde nationale, devant les Tuileries protégeant à son tour la famille royale contre les sans-culottes lors de la journée du 20 juin 1792. Suspect sous la Terreur, il quitte Paris et s'engage dans l'armée de Desaix avant de trouver refuge en Alsace. Il ne revient qu'en 1798.
Au cours de sa carrière, il réalise le portraits de plusieurs généraux de la République dont celui, maintes fois recopié, de Kléber, son ami d'enfance et de Bonaparte. Il laissera aussi un portrait de Mozart.
Revenu en France sous le Consulat (1798), il entre au service de Joséphine de Beauharnais et expose au Salon jusqu'en 1827.
Il meurt à Obernai le 29 octobre 1836.
Jean-Urbain Guérin reste, avec Jean-Baptiste Isabey et Jacques Augustin, un des miniaturistes les plus réputés de son temps. Une anecdote rend compte de l'estime que lui portait le peintre David: « David professait pour ce beau talent une estime particulière. Sur le point de marier une de ses filles, il voulut devoir le portrait de la jeune fiancée au pinceau de Jean Guérin. Celui-ci, justement fier de ce choix, consentit volontiers, mais à condition que le peintre des Sabines poserait lui-même le modèle. Nous n'avons pas besoin de dire que cet ouvrage fut un des meilleurs de l'habile miniaturiste. ».
Jean-Urbain Guérin est le frère de Christophe Guérin peintre et graveur (1758-1831), et l'oncle du peintre Gabriel-Christophe Guérin (1790-1846).

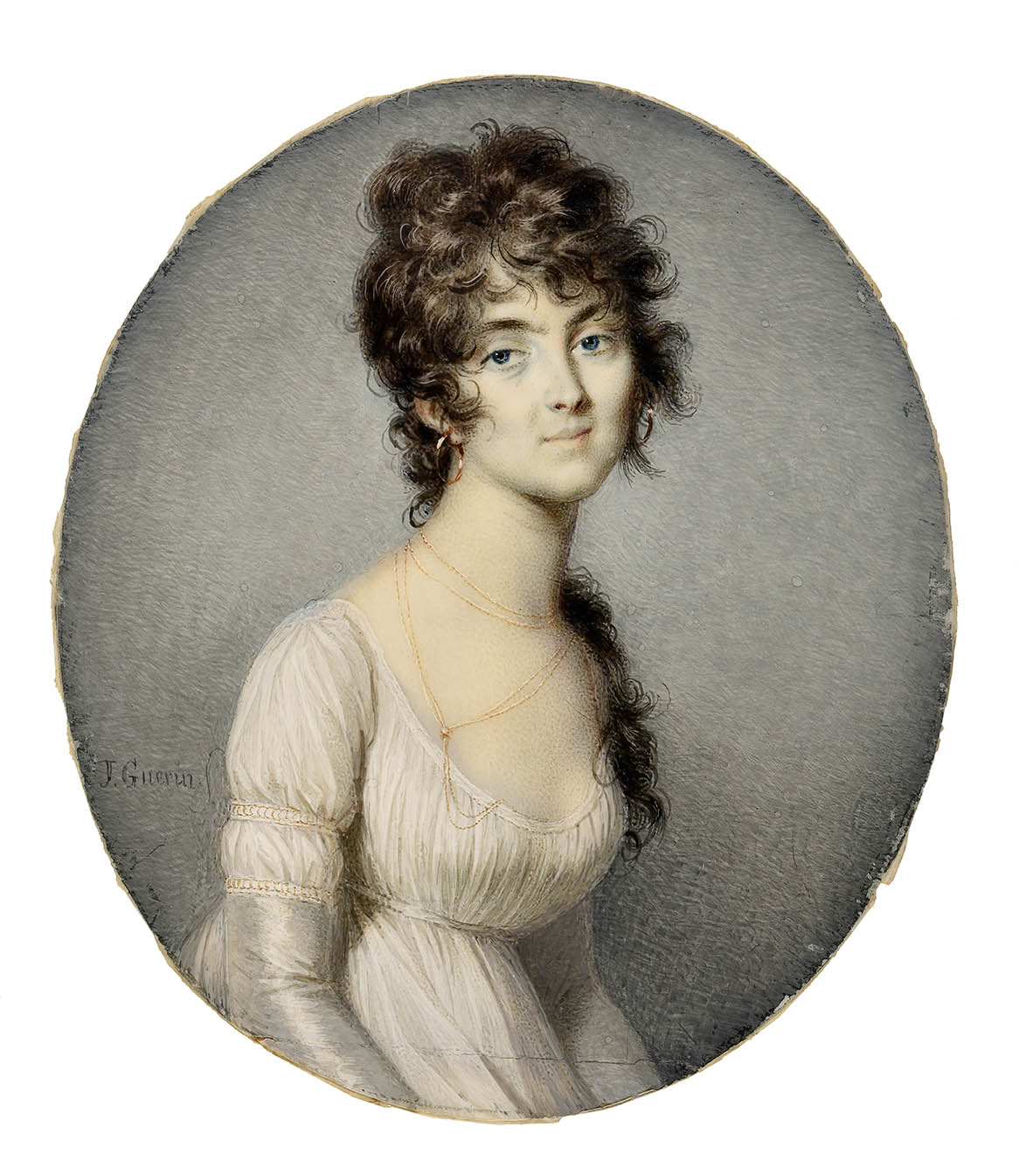
Jean-Urbain Guérin, Portrait de Jeanne Noisette, vers 1800 Strasbourg, Cabinet des Estampes et des Dessins
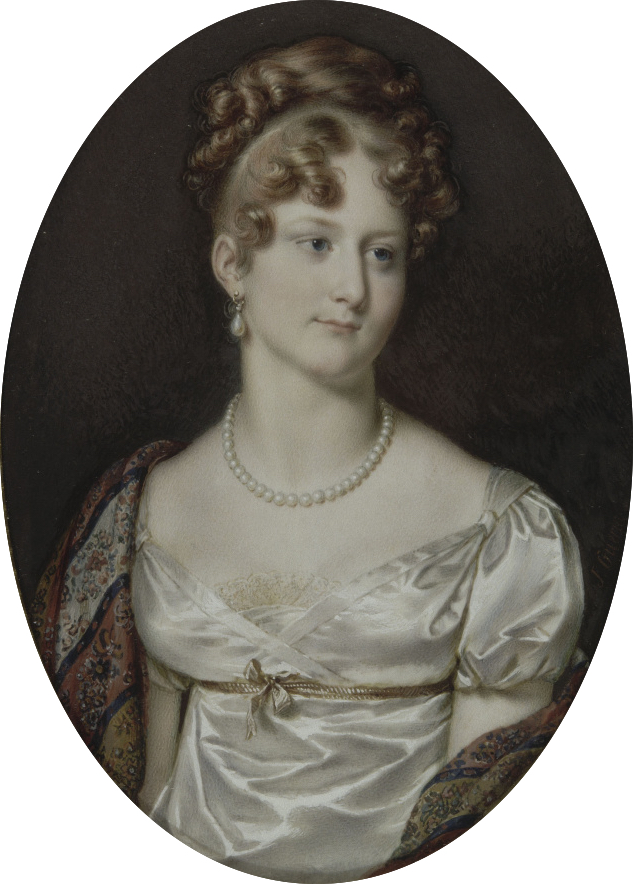
Jean-Urbain Guérin, Portrait de Georgine de Chastellux, comtesse de La Bédoyère (1790-1871), Château de Malmaison
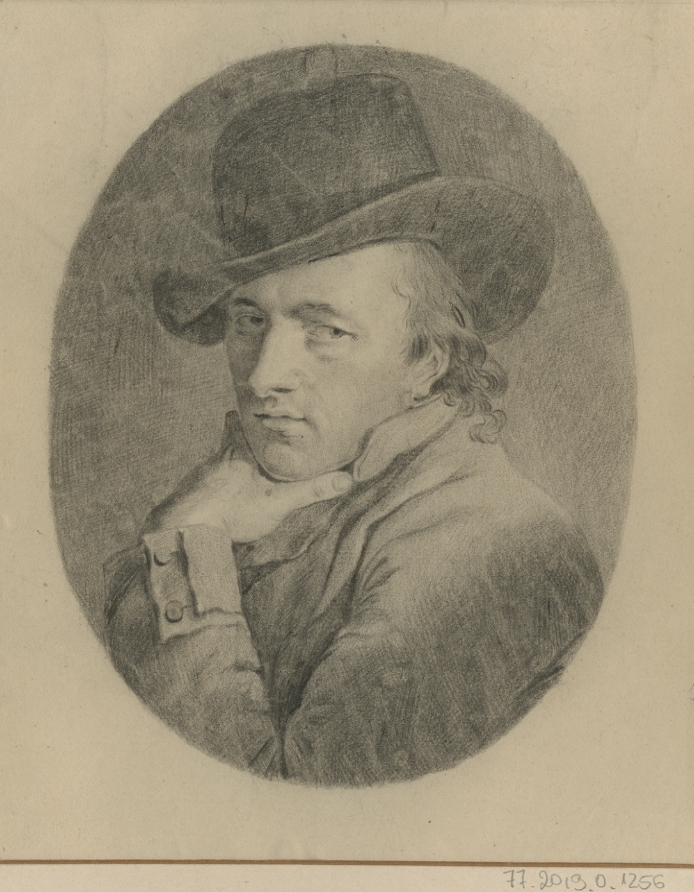
Jean-Urbain Guérin, Portrait de Franz Gabriel Fiesinger, (1752-1807) Strasbourg, Cabinet des Estampes et des Dessins
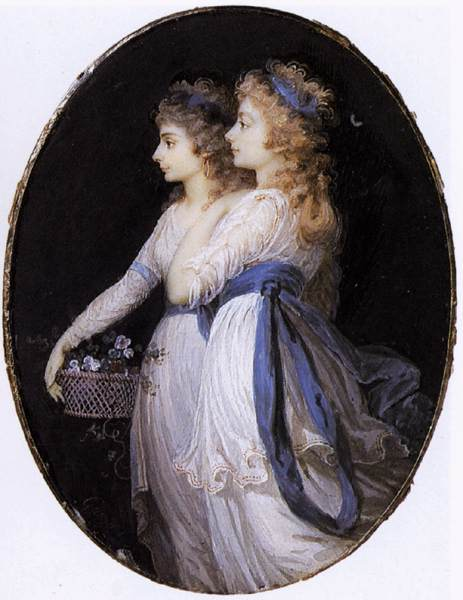
Jean-Urbain Guérin, Portrait de Giorgiana Cavendish (1757-1806, duchesse du Devonshire, 1791, Wallace collection
Jean-Urbain Guérin, Portrait d'homme, 1800, Cleveland, Museum of art
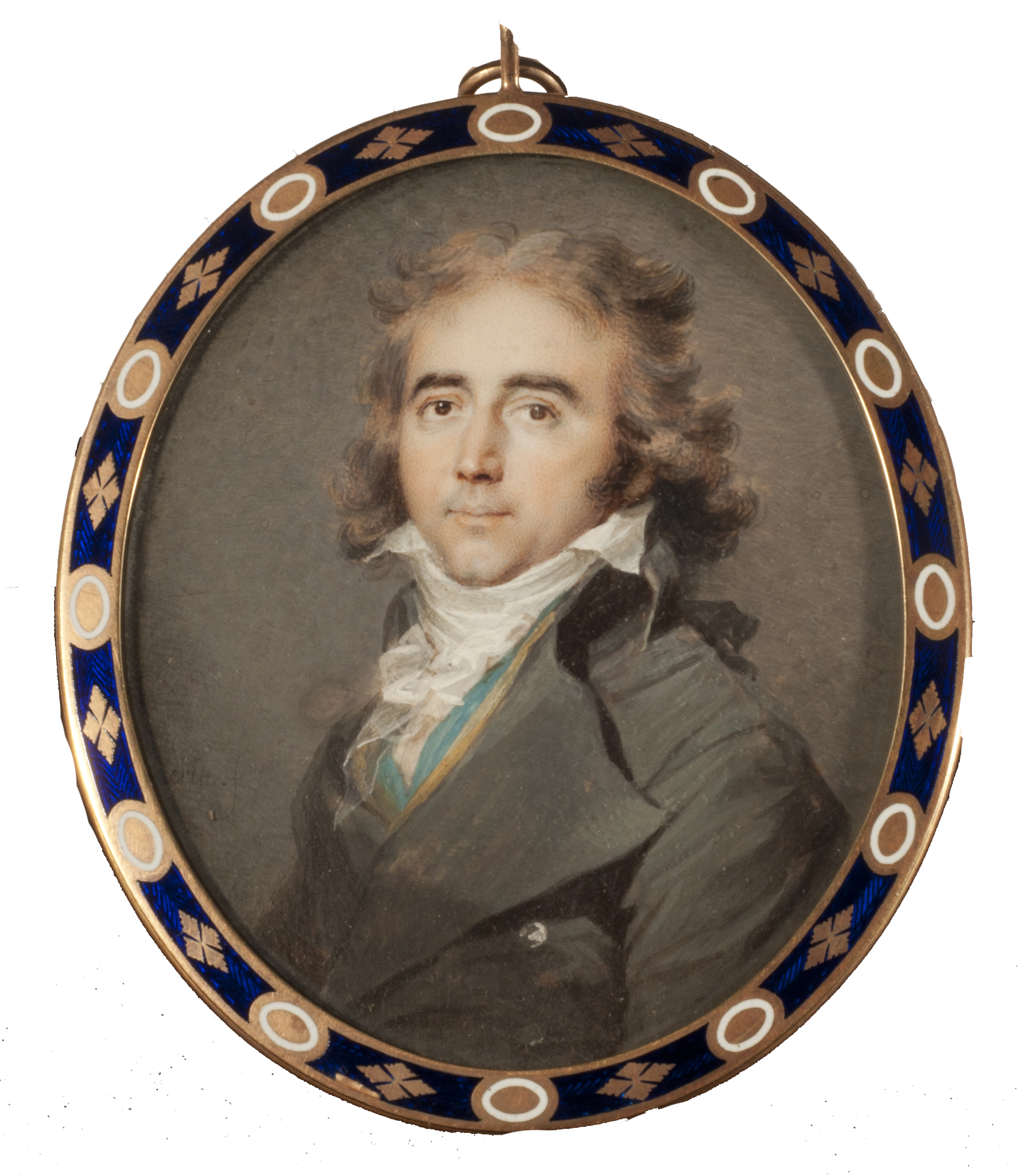
Jean-Urbain Guérin, Portrait d'homme, Buenos Aires, Musée national des Beaux-Arts
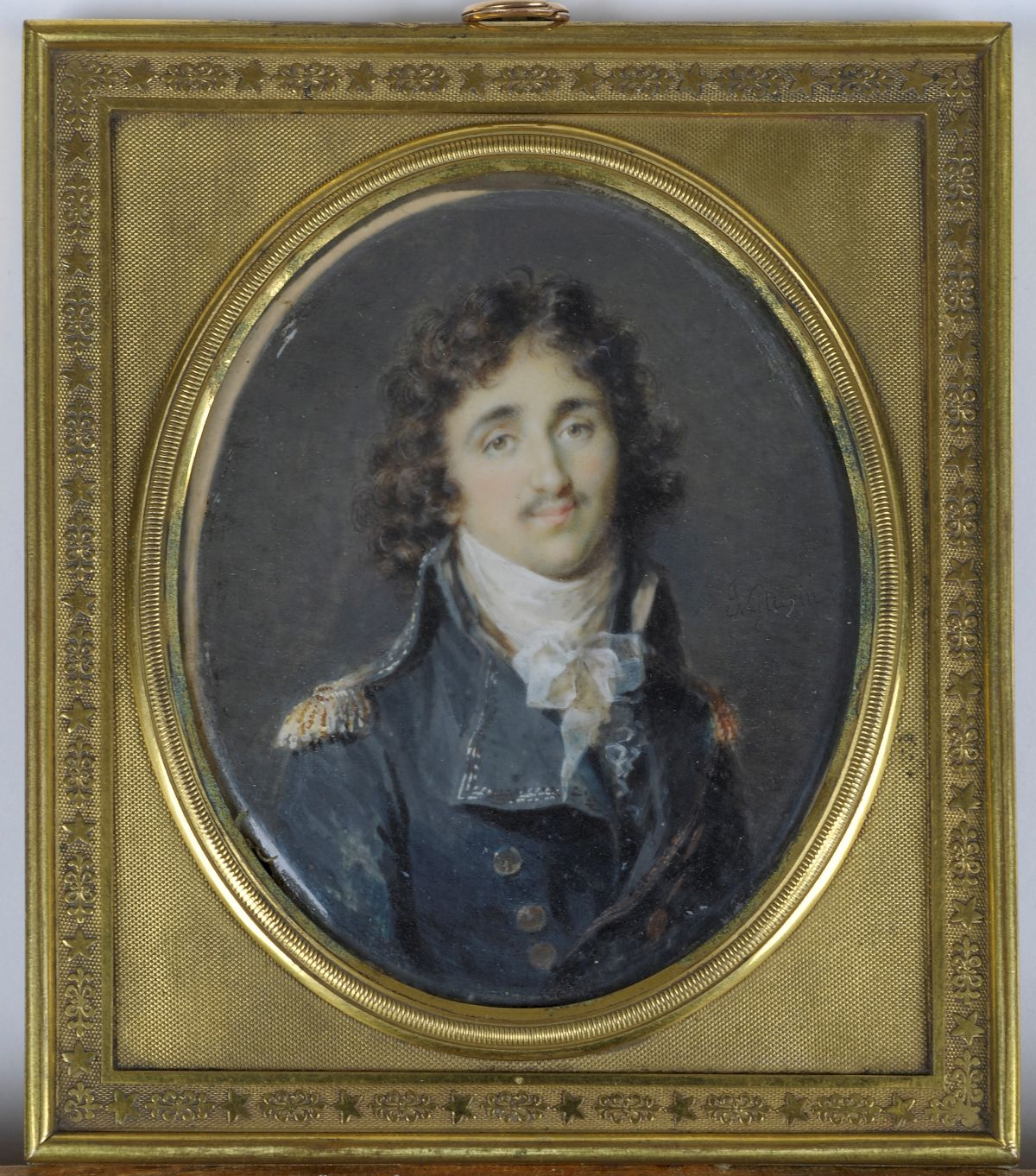
Jean-Urbain Guérin, Portrait du général Duhamel, vers 1800, Strasbourg, Cabinet des Estampes et des Dessins

## Œuvres
- Bordeaux, musée des arts décoratifs et du design : Jeune homme au gant, aquarelle et gouache sur ivoire, achat de la ville en 1958.
- Celle, Tansey Miniatures foundation: six miniatures, dont le portrait de Pauline d'Arenberg et son frère
- Colmar, Musée Unterlinden: portrait de l'avocat Kugler
- Londres, Victoria and Albert Museum: deux miniatures, dont le portrait de Madame Récamier
- New-York, Metropolitan Museum of Art : deux miniatures
- Paris, musée des arts décoratifs : quatre miniatures, dont le portrait de la reine Hortense
- Paris, musée du Louvre, une vingtaine de miniatures[8] dont :
  - Portrait de Madame Jean-Baptiste de Boullogne en vestale, don David David-Weill en 1947 ;
  - Portrait du général Kléber, achat en 1849 de Monsieur Delattre ;
  - Portrait de la comtesse de Montangon, don Félix Doisteau en 1919 ;
  - Portrait du comte Alphonse de Perrégaux, don David David-Weill en 1947
  - Portrait de Louis Bertin Parant, aquarelle sur deux morceaux d'ivoire, 12.4 x 9.6 cm[9]
- Sélestat, Bibliothèque Humaniste : portrait du chanoine Bruno Ignace Oberlé
- Stockholm, Nationalmuseum : quatre miniatures
- Strasbourg, Cabinet des Estampes et des Dessins: 5 miniatures et 5 dessins, dont : 
  - Autoportrait, 1803 ;
  - Portraits de Gaspard et Fanny Noisette;
  - Portrait du général Duhamel;
  - Portrait du général Kléber;
  - Portrait de Gabriel-Christophe Guérin;
  - Portrait de Franz Gabriel Fiesinger
  - Portrait de François-Georges Levrault;

## Iconographie

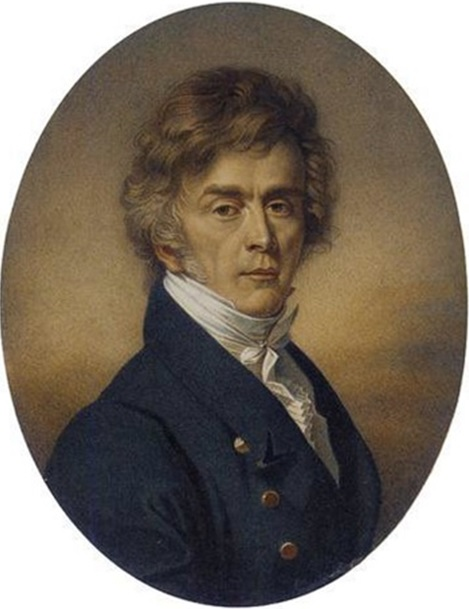
Autoportrait tardif présumé (attribution)

Jean-Urbain Guérin s'est représenté à plusieurs moments de sa vie.
Le plus ancien autoportrait identifié est un dessin datant des années 1790, conservé à la Klassik Stiftung (en) de Weimar,. Au début du XIXe siècle, l'artiste allemand Heinrich Franz Schalck s'en est inspiré pour réaliser un portrait miniature en grisaille de Guérin, inséré dans le couvercle d'une boîte faisant partie des collections du cabinet des estampes et des dessins de Strasbourg.
Le même musée strasbourgeois a acquis en 2021 un autre autoportrait dessiné de Guérin, daté de 1803.
Un autre autoportrait présumé, plus tardif, réalisé à l'aquarelle, a aussi été proposé aux enchères en 2003.